# 바이어하우스학회
바이어하우스학회(Beyerhaus Academy)는 피터 바이어하우스(Peter Beyerhaus) 박사의 성경적 복음적 신학 사상을 연구하고 전파하는 목적으로 2018년 10월 5일에 설립된 신학회이다. 현재 위원장은 이동주 박사이며 총무는 이승구 박사이다.

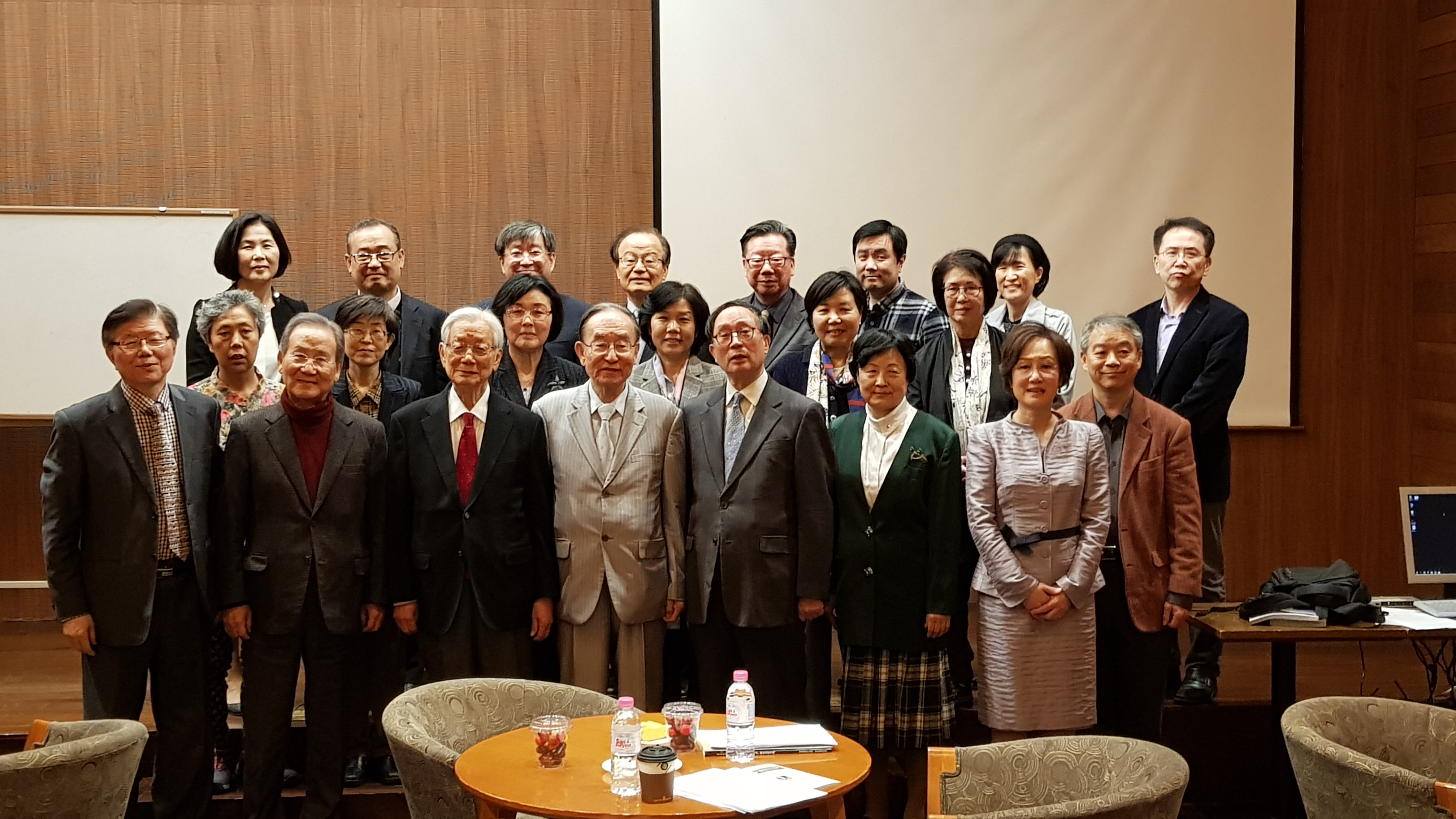
2019년 10월 25일 피터 바이어하우스학회

## 실행위원
위원장: 이동주 부위원장: 오성종 총무: 이승구
회계: 곽수연 서기: 최현욱 감사: 강승빈, 박영호

## 고문과 이사진
- 이사장: 이동주 회장
- 고문: 조종남·김영한·김성봉, 김상복·김명혁.
- 이사: 김정주. 박영호·김현아·이영수·강승빈·오성종·이승구. 이형자. 장정숙, 이강애
- 이사회 임원, 서기:강승빈 감사: 안명준

## 같이 보기
- 피터 바이어하우스